# Stroit
Stroit [ʃtʁ̥ɔʏ̯tʰ] (sprich: „Streut“) ist eine nördliche Ortschaft der Stadt Einbeck im Landkreis Northeim, Südniedersachsen.

## Geographie
Stroit liegt im Leinebergland zwischen den Höhenzügen Selter im Nordosten, Hube im Südsüdosten und Hils im Westnordwesten. Das kleine Dorf befindet sich am Hang des Bergzugs Hils auf etwa 195 bis 230 m ü. NN und wird vom Stroiter Bach durchflossen.

## Geschichte
Der Ort wurde 1130 unter der Bezeichnung Struth erstmals urkundlich erwähnt.
Von 1807 bis 1813 gehörte Stroit zum Kanton Greene. Die Dorfschule wurde 1971 geschlossen. Das Dorf gehörte bis zur Verwaltungsreform 1974 zur Samtgemeinde Auf dem Berge im Landkreis Gandersheim.
Am 1. März 1974 wurde die Gemeinde Stroit in die Stadt Einbeck eingegliedert.

## Politik

### Ortsrat
Der Ortsrat "Auf dem Berge", der die Ortschaften Bartshausen, Brunsen, Hallensen, Holtershausen, Naensen, Stroit, Voldagsen und Wenzen gemeinsam vertritt, setzt sich aus 13 Ratsmitgliedern zusammen. Bei der Kommunalwahl 2021 ergab sich folgende Sitzverteilung:
- Wgem. "Auf dem Berge": 13 Sitze

### Ortsbürgermeister / Ortsbeauftragter
Ortsbürgermeister ist Gerhard Mika (WG). Ortsbeauftragter ist Marcel Schaper.(Stand Dezember 2021)

### Wappen
Beim Wappen von Stroit ist, im von Blau über Gold schräg geteilten Schild, oben eine silberne Holländerwindmühle und unten drei grüne Binsen mit Rohrkolben zu sehen. Im Schildfuß befindet sich ein grüner Berg. Die Windmühle von Stroit ist eine sogenannte Holländer-Windmühle, bei der die Kappe gedreht werden kann. Holländische Siedler sollen es gewesen sein, die das ehemals sumpfige Gebiet in Stroit und südlich des Dorfes urbar gemacht haben. Die Binsen sollen an diese ursprüngliche Landschaft erinnern. Der Berg im Schildfuß ist das gemeinsame Wappenzeichen der Dörfer "Auf dem Berge". Die Färbung Blau-Gold zeigt die Zugehörigkeit zum ehemaligen Herzogtum Braunschweig an.

## Kultur und Sehenswürdigkeiten

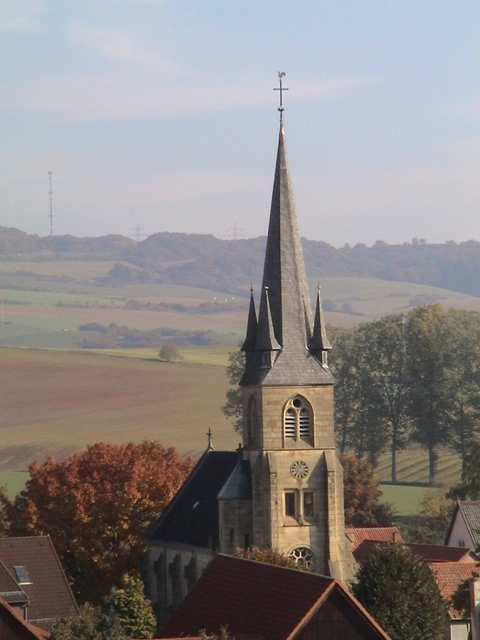
Kirche

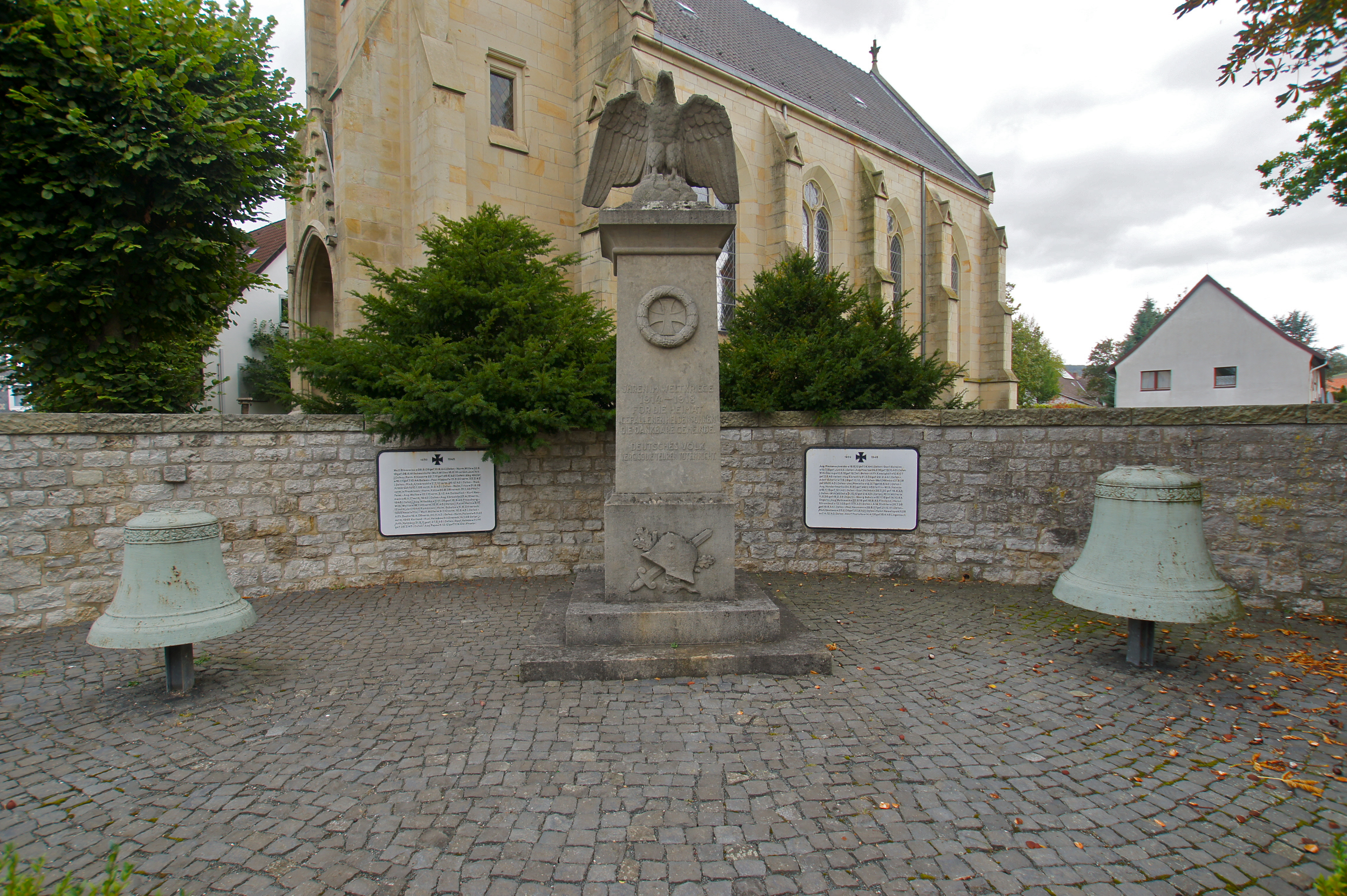
Kriegerdenkmal und die bis 1996 genutzten Kirchenglocken

Stroiter Mühle

### Kirche
Der erste Kirchenbau soll aus dem 12. oder 13. Jahrhundert stammen und war vermutlich einst dem Johannes geweiht, da sie auf der Flur des "Johannisanger" liegt. Die alte Kirche hatte einen eigentümlich schräg gestellten Chor, war ein massiver Bau, der wohl in zwei Perioden erstellt wurde. Das Mauerwerk bestand aus buntem Hilssandstein. Das Dach war mit Sandsteinplatten aus dem Solling gedeckt. Um 1619 wurde das Kirchenschiff mit einer flachen Decke ausgestattet. 1880 wurde sie wegen Baufälligkeit abgerissen.
Im Frühjahr 1888 wurde mit dem Neubau der Kirche in Stroit unter Leitung des Regierungsbaumeisters Sieburg begonnen. 1890 wurde sie eingeweiht. Die neue Kirche, im damals beliebten neugotischen Stil erbaut, ist für den kleinen Ort verhältnismäßig groß: ca. 30 m lang, 12 m breit, der Turm ist 41 m hoch.
Bei der 1964 bis 1965 durchgeführten Renovierung wurde der Innenanstrich hell und dezent gehalten, die Holzeinrichtung naturfarben belassen.
Ein auf dem Kirchendachboden gefundenes Kruzifix wurde auf Empfehlung des Landeskirchenamtes restauriert und mit Blattgold belegt. Dieses alte Kruzifix ziert heute die Apsis der Kirche und kann – auch wenn es nur als „eine ziemlich handwerksmäßige, barock empfundene Arbeit“ eingestuft ist – als historisch wertvoll bezeichnet werden.
Im Zuge der Kirchenrenovierung wurde außerdem eine Grabplatte im Altarraum freigelegt, die aus der Zeit um 1690 stammt. Aus dem Text ist zu erlesen, dass Stroit und Brunsen schon damals gemeinsam einen Pfarrer hatten. Diese Sandsteinplatte wurde ebenfalls restauriert und im Eingangsbereich der Kirche angebracht.
1996 bekam die Kirche zwei neue Bronzeglocken. Die große Glocke trägt die Inschrift: „Selig sind, die Gottes Wort hören und bewahren“. Die Orgel stammt aus dem Jahr 2003.

### Kriegerdenkmal
Vor der Kirche befindet sich eine Gedenkstätte für die örtlichen Opfer des Ersten Weltkrieges und des Zweiten Weltkrieges.

### Windmühle
Mit der Stroiter Mühle befindet sich ein bedeutendes technisches Baudenkmal unweit östlich des Dorfkerns.

## Wirtschaft und Infrastruktur

### Unternehmen
Neben einigen Nebenerwerbslandwirten gibt es nur noch sehr wenige leistungsfähige Bauernhöfe im Vollerwerb. An Handwerksbetrieben findet man zwei Baumschulen, ein Erdbauunternehmen und eine Hausschlachterei. Der größte Teil der Dorfbewohner fährt zur Arbeit in die umliegenden größeren Orte. Die Schulkinder werden in der Grundschule Wenzen und in den weiterführenden Schulen in Einbeck oder Greene beschult.

### Verkehr
Stroit liegt zwischen Ammensen, Brunsen und Naensen etwa 1,5 km westlich der B 3 (Abschnitt Alfeld−Einbeck). Südlich vorbei am Ort führt die Bahnstrecke Altenbeken–Kreiensen (Abschnitt Stadtoldendorf−Kreiensen), ohne hiesigen Haltepunkt.